# Santiago Prim
Santiago Prim (Campana, Argentina, 11 de mayo de 1990) es un futbolista argentino. Juega de mediocampista ofensivo y actualmente juega para villa dalmine.

## Trayectoria
Se inició en las inferiores del Club Villa Dalmine, luego pasaría a las juveniles de Chacarita Juniors y de allí finalmente a San Lorenzo dónde se convirtió en profesional. Debutó en Primera en el 2009 a los 19 años contra Tigre con Diego Simeone como DT, aunque apenas llegó a disputar 2 partidos como parte de aquel plantel: el mencionado ante el Matador y contra Newell's. Después de un breve paso por Estados Unidos con Columbus Crew y con Rampla Juniors en Uruguay, volvió a Villa Dálmine en el retorno del equipo dirigido por Walter Otta a la Primera B. Luego, se mudó a Acassuso donde llegó al reducido por el segundo ascenso cayendo con Tristán Suárez. En el 2015, si bien se lo nombraba como refuerzo del CADU, paso a Dock Sud donde jugó hasta mediados del año 2016, hasta que fue incorporado por Estudiantes de Buenos Aires. En 2017, llegó a San Miguel. Luego de dos años en la dinámica del Trueno Verde, se convirtió en refuerzo de UAI Urquiza.

## Clubes
| Club               | País           | Año         | PJ | Goles |
| ------------------ | -------------- | ----------- | -- | ----- |
| San Lorenzo        | Argentina      | 2009 - 2010 | 2  | 0     |
| Columbus Crew      | Estados Unidos | 2011        | 0  | 0     |
| Rampla Juniors     | Uruguay        | 2012        | 5  | 0     |
| Club Villa Dalmine | Argentina      | 2012 - 2013 | 31 | 4     |
| Acassuso           | Argentina      | 2014 - 2015 | 55 | 3     |
| Dock Sud           | Argentina      | 2016        | 14 | 3     |
| Estudiantes (BA)   | Argentina      | 2016 - 2017 | 16 | 1     |
| San Miguel         | Argentina      | 2017 - 2019 | 0  | 0     |
| UAI Urquiza        | Argentina      | 2019 -      | 69 | 10    |